# Marco 7

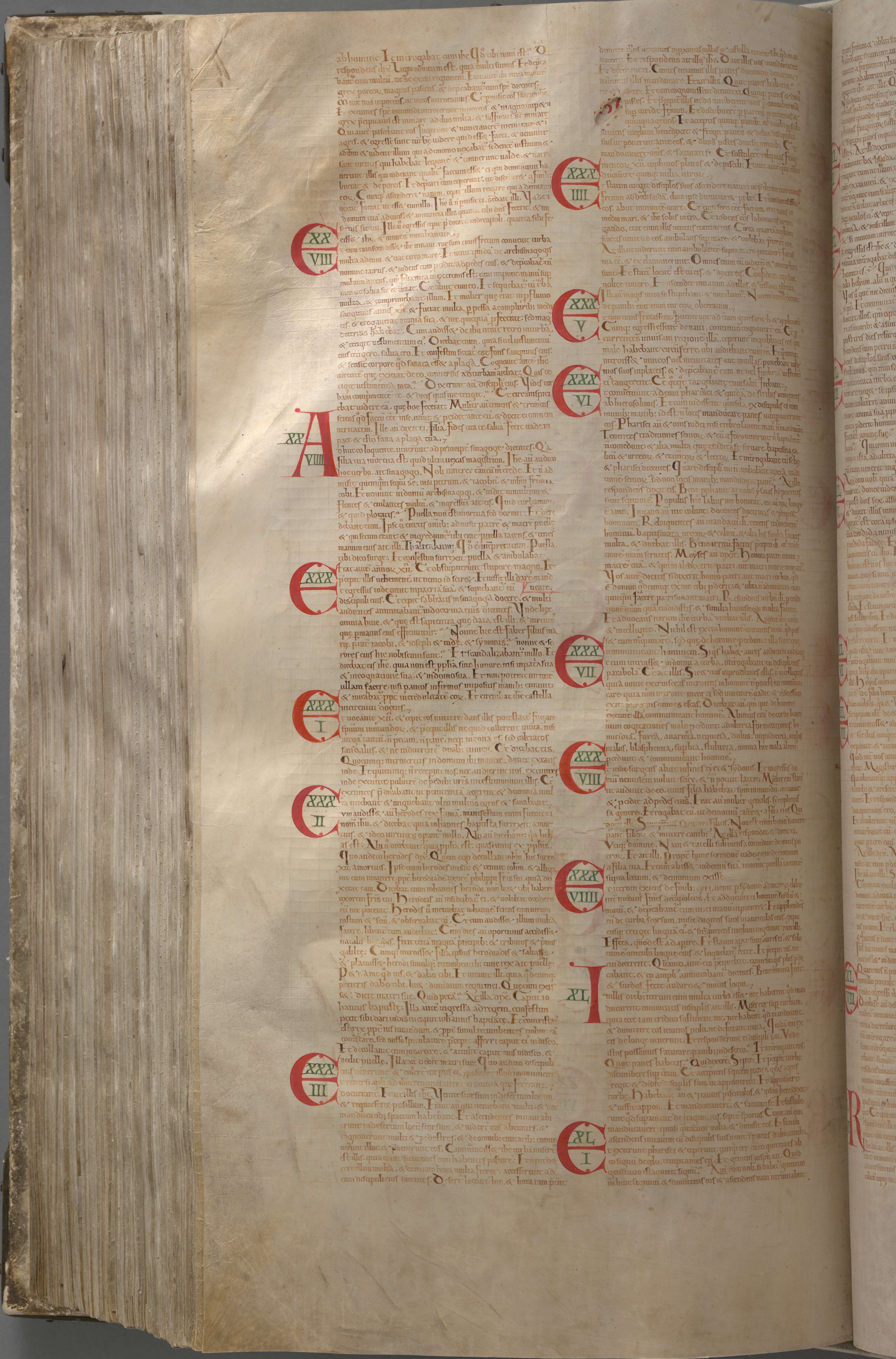
Marco 5,8–8,13 nel Codex Gigas (XIII secolo).

Marco 7 è il settimo capitolo del vangelo secondo Marco nel Nuovo Testamento. In questo capitolo vengono spiegate le relazioni tra Gesù, gli ebrei e i pagani. Gesù parla ai farisei ed agli scribi, e poi ai suoi discepoli quando guarisce due pagani. Gli studiosi ancora oggi dibattono su quanto questo capitolo rifletta effettivamente la visione di Gesù o quanto fosse questa la visione delle prime comunità cristiane rispetto al rapporto tra ebrei e pagani convertiti.

## Testo
Il testo originale venne scritto in greco antico. Questo capitolo è diviso in 37 versetti.

### Testimonianze scritte
Tra le principali testimonianze documentali di questo capitolo vi sono:
- Codex Vaticanus (325-350)
- Codex Sinaiticus (330-360)
- Codex Bezae (~400)
- Codex Alexandrinus (400-440)
- Codex Ephraemi Rescriptus (~450)

## Puro e impuro

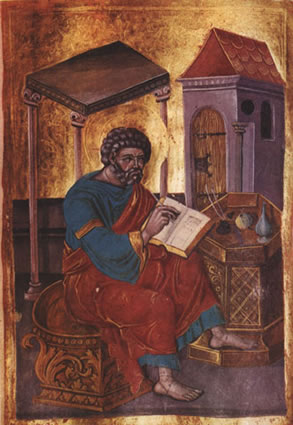
San Marco evangelista, icona russa del XVI secolo

Alcuni farisei e alcuni insegnanti della Torah (scribi) vennero da Gerusalemme per incontrare Gesù, presumibilmente portandosi in Galilea. Il teologo protestante Karl Heinrich Weizsäcker ha suggerito che essi erano una vera e propria delegazione ufficiale del tempio di Gerusalemme inviata a testare Gesù.
Questi vedono alcuni discepoli che mangiano senza essersi lavati le mani. Marco spiega quindi al pubblico dei suoi lettori che era costume degli ebrei lavarsi sempre le mani prima di cenare, indicando quindi per la prima volta di rivolgersi chiaramente ad un pubblico di non ebrei. Nell'Expositor's Greek Testament si dice che Marco scrive "dal punto di vista dei pagani"; mentre la Cambridge Bible for Schools and Colleges suggerisce un pubblico di "lettori Romani". Gli scribi e i farisei chiedono a Gesù perché egli non obbedisca alla tradizione e Gesù replica citando Isaia, 29,13 e dicendo loro "Trascurando il comandamento di Dio, voi osservate la tradizione degli uomini". Egli risponde loro che essi lasciano che un uomo faccia offerte a Dio o doni soldi ai sacerdoti del tempio, ma accettano pure che un uomo per fare questo non aiuti i suoi genitori, che è una violazione del quinto comandamento.
Gesù spiega loro "non c'è nulla fuori dell'uomo che, entrando in lui, possa contaminarlo; sono invece le cose che escono dall'uomo a contaminarlo" (Marco 7,15). Gesù stesso spiega questo passo dicendo che tutto ciò che proviene dall'interno può rendere l'uomo impuro, come i pensieri malvagi, fornicazioni, furti, omicidi, adultèri, cupidigie, malvagità, inganno, impudicizia, invidia, calunnia, superbia, stoltezza. Tutte queste sono le cose che rendono l'uomo impuro. (Marco 7,20-23) Con questo lungo elenco Gesù vuol far intendere che il "cuore" sia più importante di qualsiasi rituale. Il cibo che una persona mangia non importa a Dio.
Lo studioso biblico C. M. Tuckett ha notato come i versetti 9, 14, 18 e 20 si aprono tutti con la parola greca ελεγεν αυτοις (elegen autois, "egli disse a loro"), suggerendo l'idea che in questo passo più testi siano stati uniti insieme ed il cambiamento di pubblico ai versetti 14 e 17 indica "l'unione di diverse tradizioni insieme".
Secondo John J. Kilgallen, "...Chi meglio di Dio conosce come dev'essere il genere umano". Questo passo venne fortemente discusso nel Concilio di Gerusalemme nella chiesa delle origini. Secondo alcuni studiosi, infatti, la visione di Marco nel capitolo è orientata a convertire i pagani. Se il reale autore del testo sia stato san Marco questo passo potrebbe indicare che il suo gruppo, la cerchia di san Pietro, propendeva per la medesima direzione di predicazione di san Paolo, ovvero puntare sulla conversione dei gentili.
La frase, senza spiegazione, si trova anche nel vangelo di Tommaso, versetto 14.

## La figlia della Cananea e il sordomuto
Gesù quindi si porta verso le città di Tiro e Sidone, nell'attuale Libano. Marco narra la storia di una donna di Canaan che trova Gesù nella casa di un amico a Tiro e lo implora di guarire sua figlia, posseduta dal demone. Ma Gesù risponde a lei:
Lascia prima che si sfamino i figli; non è bene prendere il pane dei figli e gettarlo ai cangnolini 
La tradizione "cagnolini" (dal greco: κυναρίοι, kynarioi) è la traduzione letterale, anche se altri testi riportano semplicemente "cani" o "cani da compagnia". Secondo la Cambridge Bible for Schools and Colleges, "qui la comparazione non viene fatta coi grandi cani selvatici che infestavano le città orientali (1 Re 14,11; 16,4; 2 Re 9,10), bensì ai piccoli cani attaccati alla casa".
I bambini sono i figli d'Israele (il testo di Matteo riporta "le pecore smarrite della casa d'Israele" ) e i cagnolini sono i pagani, una metafora che si trova anche in altri scritti ebraici.
"'Si, Signore,' replicò la donna, 'ma anche i cagnolini sotto la tavola mangiano delle briciole dei figli.'" (Marco 7,28) Impressionato da questa risposta della donna, Gesù le dice di andare a casa dove essa ritrova poi sua figlia guarita. Questa è una delle poche volte, e l'unica nel vangelo di Marco, dove Gesù compie un miracolo a distanza.
Gesù si sposta quindi nella regione della Decapoli verso il Mare di Galilea. Il Pulpit Commentary suggerisce che egli stava provenendo da Tiro: "dapprima [si portò] a nord attraverso la Fenicia, con la Galilea alla sua destra, poi a Sidone; e qui probabilmente sconfinò nell'attuale Libano (Monte Libano) verso Damasco, menzionata già da Plinio il Vecchio come una delle città più importanti della Decapoli. Questo viaggio lo fece giungere probabilmente a Cesarea di Filippo, sulla costa orientale del Mare di Galilea". Qui Gesù incontra un uomo sordomuto dalla nascita. Egli tocca le sue orecchie e la sua lingua con la sua saliva e dice in lingua aramaica "Effatà!" (che vuol dire "apriti!"). L'uomo riottiene subito l'udito e la parola. In questo miracolo, al contrario della guarigione della figlia della donna del passaggio precedente, Gesù usa formule specifiche (il tocco, lo sputo, la parola) per curare. Questo passaggio può essere considerato il compimento della profezia di Isaia 35,5-6.